# Léa Rubio
Léa Rubio (* 6. Mai 1991 in Avignon) ist eine französische Fußballspielerin.

## Vereinskarriere
Léa Rubio begann als Mädchen bei der ASPTT Avignon mit dem Vereinsfußball; es folgten MJC Avignon und US Le Pontet. Ab 2005 spielte sie beim FCF Monteux, für den sie als 14-Jährige ihr erstes Zweitligaspiel bestritt. 2008 wechselte Rubio zu HSC Montpellier, wo die nur 1,65 m große Mittelfeldspielerin gleich in ihrer ersten Saison mit dem Gewinn des Landespokals ihren ersten nationalen Titel in ihren Palmarès schreiben konnte. Außerdem wurde sie mit Montpellier 2009 Vizemeister in der Division 1 Féminine. 2010 stand sie erneut im Pokalendspiel, das gegen Paris Saint-Germain FC allerdings deutlich verloren wurde; bei den Pariserinnen unterschrieb Léa Rubio kurz darauf einen Vertrag und beendete die Saison 2010/11 erneut als Ligazweite.
Nachdem sie 2012/13 aufgrund eines Kreuzbandrisses kein einziges Pflichtspiel für PSG bestritten hatte, kehrte sie anschließend – auch aufgrund ihres Studiums – in ihre Heimatregion zurück und schloss sich Olympique Marseille an, dessen gerade erst wiedergegründete Frauenelf in der dritten Liga antrat und am Saisonende in die Division 2 Féminine aufstieg. 2015 verließ sie OM, überlegte kurzzeitig, ganz mit dem Fußball aufzuhören, entschloss sich dann aber doch, ihre Karriere fortzusetzen und steht seit Ende September im Kader des Erstligaaufsteigers FF Nîmes Métropole Gard.

### Stationen
- bis 2001: ASPTT Avignon
- 2001–2003: MJC Avignon
- 2003–2005: US Pontet
- 2005–September 2008: FCF Monteux
- September 2008–2010: HSC Montpellier
- 2010–2013: Paris Saint-Germain FC
- 2013–2015: Olympique Marseille
- seit 2015: FF Nîmes Métropole Gard

## In der Nationalelf
Léa Rubio hatte sich schon früh zur Stammspielerin in den diversen französischen Jugend-Jahrgangsauswahlen entwickelt und in der U-17 20 sowie in der U-19 22 Länderspiele bestritten. Mit der U-19 erreichte sie 2009 das Europameisterschafts-Halbfinale und gewann ein Jahr später den kontinentalen Titel. 2010 nahm sie auch an der U-20-Weltmeisterschaft in Deutschland teil, bei der Frankreichs Frauschaft allerdings schon in der Gruppenphase ausschied.
Für die Frauen-Weltmeisterschaft 2011 berief Nationaltrainer Bruno Bini sie in den erweiterten Kader, verzichtete aber bei der Festlegung des endgültigen 23er-Aufgebots noch auf ihre Mitwirkung. Im Oktober 2011 wechselte Bini Rubio anlässlich einer EM-Qualifikationsbegegnung gegen Israel dann erstmals in die französische A-Nationalelf ein. Bei diesem Debüt gelang ihr nach vier Minuten auch gleich ihr erster Treffer in diesem Kreis (Stand: 26. Oktober 2011). Dennoch blieb dies für die folgenden Jahre ihre einzige Berufung, abgesehen von einem Spiel mit der B-Mannschaft im November 2014. Im März 2016 wurde sie für das B-Aufgebot beim Istrien-Cup nominiert.
Allerdings gewann Rubio im Juli 2015 mit der französischen Hochschulauswahl, deren Spielführerin sie auch ist, beim Frauenfußballturnier der Universiade die Goldmedaille.

## Palmarès
- Französische Meisterschaft: Vizemeisterin 2009 und 2011
- Französische Pokalsiegerin: 2008
- A-Jugend-Europameisterin: 2010
- Universiade-Siegerin: 2015

## Belege und Anmerkungen
1. ↑  siehe das umfangreiche Interview (Memento des Originals vom 23. September 2015 im Internet Archive)  Info: Der Archivlink wurde automatisch eingesetzt und noch nicht geprüft. Bitte prüfe Original- und Archivlink gemäß Anleitung und entferne dann diesen Hinweis. vom 29. Juli 2015 bei olympiennesetmarseillaises.com
2. ↑  siehe den Artikel (Memento des Originals vom 23. September 2015 im Internet Archive)  Info: Der Archivlink wurde automatisch eingesetzt und noch nicht geprüft. Bitte prüfe Original- und Archivlink gemäß Anleitung und entferne dann diesen Hinweis. vom 22. September 2015 auf der Vereinsseite des FF Nîmes MG
3. ↑  siehe den Spielbericht auf der Verbandsseite
4. ↑  siehe den Spielbericht des Finales der Universiade vom 12. Juli 2015 bei footofeminin.fr

| Personendaten    | Personendaten                 |
| ---------------- | ----------------------------- |
| NAME             | Rubio, Léa                    |
| KURZBESCHREIBUNG | französische Fußballspielerin |
| GEBURTSDATUM     | 6. Mai 1991                   |
| GEBURTSORT       | Avignon                       |